# Vittorio Mussolini
Vittorio Mussolini, anche conosciuto con lo pseudonimo artistico, anagramma del suo nome e cognome, Tito Silvio Mursino (Milano, 27 settembre 1916 – Forlì, 13 giugno 1997), è stato un funzionario, sceneggiatore, produttore cinematografico, aviatore e dirigente sportivo italiano.

## Biografia
Fu il secondogenito e primo figlio maschio di Benito Mussolini e Rachele Guidi. Nel 1932, già appassionato di cinema, aveva sceneggiato, diretto e interpretato la pellicola Lo sceriffo Tremendone, opera amatoriale realizzata nel giardino di villa Torlonia, con l'aiuto del fratello Bruno, degli amici e dei compagni di liceo. 
Il 16 maggio 1934 Vittorio Mussolini, appena diciassettenne, ha conseguito il brevetto premilitare di pilotaggio aereo, superando all'Aeroporto di Centocelle tutte le prove regolamentari. Durante la guerra d'Etiopia (1935-1936) venne assegnato, assieme al fratello Bruno, alla 14ª Squadriglia "Quia sum leo", conosciuta anche come "Testa di leone". Alla fine del conflitto, nel 1937, raccoglierà i suoi ricordi e le sue esperienze belliche nel libro Voli sulle Ambe.
Nel 1935 si iscrive alla Facoltà di Giurisprudenza dell'Università degli Studi di Roma "La Sapienza" laureandosi, nel 1939, con il massimo dei voti. Il 20 ottobre 1937 Vittorio Mussolini si recò negli Stati Uniti d'America, ad Hollywood, per cercare di instaurare rapporti commerciali con l'industria del cinema statunitense. Le major hollywoodiane lo accolsero tuttavia con ostilità e la Metro-Goldwyn-Mayer addirittura rifiutò l'incontro: negli stessi giorni il padre Benito e Adolf Hitler stavano costituendo l'Asse Roma-Berlino (siglato il 24 ottobre) per l'aiuto alla Spagna franchista. Come ebbe a dire in un'intervista, molti anni dopo, Vittorio ne fu molto sorpreso, anche per via del grande fascino che Hollywood esercitava su di lui.
Diresse la rivista Cinema - sulla quale scrivevano, fra gli altri, Luchino Visconti e Michelangelo Antonioni - e fu presidente dell'Alleanza Cinematografica Italiana, casa di produzione nella quale lavorò anche Federico Fellini. Nel 1941 ereditò dal fratello, morto in seguito a un incidente aereo, la carica di presidente della Federazione Pugilistica Italiana. Con la caduta del regime, durante i «quarantacinque giorni» del 1943, assieme a Roberto Farinacci, Alessandro Pavolini e Giovanni Preziosi, si attivò per la ricostruzione di un governo fascista in Italia. Negli anni quaranta fu sceneggiatore e produttore cinematografico. Sotto lo pseudonimo anagrammatico di Tito Silvio Mursino scrive i soggetti per i film Un pilota ritorna, sceneggiato da Michelangelo Antonioni e diretto da Roberto Rossellini, e I 3 aquilotti, per la regia di Mario Mattoli.

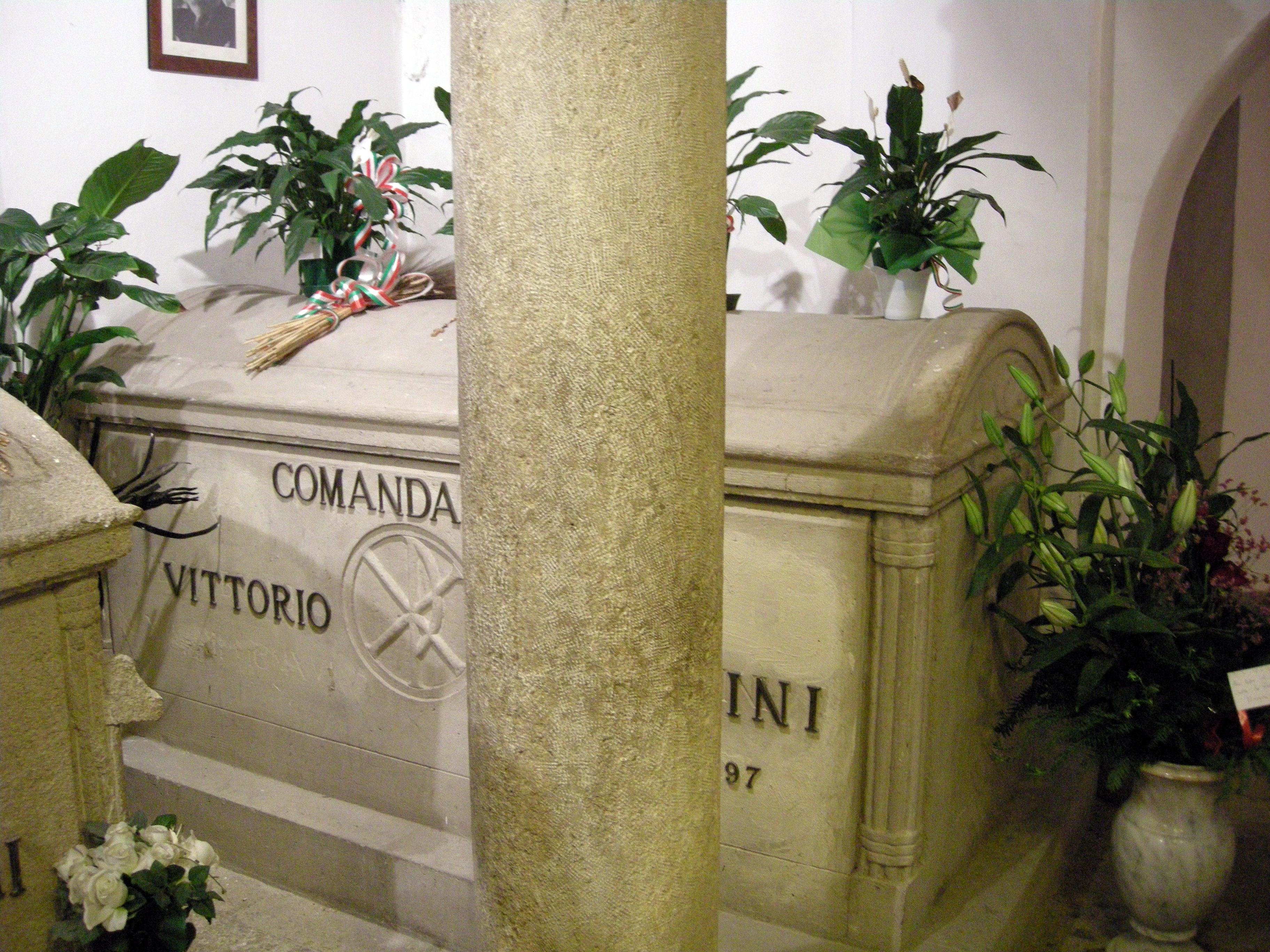
La tomba a Predappio (Forlì)

Dopo il 25 luglio del 1943 si rifugiò in Germania, dove costituì, sotto l'egida tedesca, un governo fascista provvisorio. Dopo l'8 settembre, con Alessandro Pavolini e Renato Ricci, cominciò a diffondere, dalla Germania, appelli radiofonici in Italia. Durante la Repubblica di Salò, Vittorio fu a capo delle segreterie del padre. Il 6 ottobre 1943 il padre Benito chiese al direttore della Banca di Italia, Vincenzo Azzolini, di consegnare al figlio Vittorio le somme che aveva avuto in disponibilità come Capo di Governo ammontanti ad oltre 10 milioni di lire dell'epoca, equivalenti a milioni di euro odierni. Secondo l'inchiesta di Federico Fubini, autore del libro L'oro e la Patria. Storia di Niccolò Introna, eroe dimenticato, le somme prelevate finirono in un conto intestato a Vittorio, che venne svuotato dallo stesso il 16 aprile 1945 e portati all'estero dove emigrò. Introna documentò che Mussolini sottrasse complessivamente 500 tonnellate d'oro dalla riserva della Banca d'Italia. Dopo l’armistizio dell’8 settembre 1943 i nazisti si presentarono alla sede di Palazzo Koch per prelevare le 120 tonnellate rimanenti. Alla fine della guerra, Vittorio si imbarcò clandestinamente per l’Argentina dove visse - senza più occuparsi di cinema - fino al 1967, anno in cui rientrò definitivamente in Italia.
Trascorse gli ultimi anni con la seconda moglie, Monica Buzzegoli (1929-2021), conosciuta in Argentina, nella residenza di famiglia, Villa Carpena a Forlì, fino alla morte avvenuta nel 1997. Nel 2001 Villa Carpena passò sotto la gestione di una famiglia esterna ai Mussolini che, con la collaborazione di Romano Mussolini, l'ha trasformata in un museo. È sepolto vicino al padre nella cripta del cimitero di Predappio, presso Forlì.

## Discendenza
Dalla prima moglie Orsola Buvoli, ebbe due figli: Guido e Adria.
Guido ebbe, a sua volta, i figli:
- Caio Giulio Cesare Mussolini, (Buenos Aires, 4 marzo 1968), che si candidò con il partito Fratelli d'Italia alle elezioni europee del 2019[9]. Coniugato con Francesca Boselli dal matrimonio nacquero Carlo Alberto (provincia di Taranto, 1996) e Costanza[10][11]
- Martina Mussolini, (Forlì, 26 luglio 1969 - Sinalunga, 22 gennaio 2016), imprenditrice, vissuta a lungo in Venezuela, già cancelliera dell'Ordine dell'Aquila Romana ed autrice del libro Fascismo: stato sociale o dittatura? (editore Cantagalli, 2015). Coniugata con Andrea Semeraro ebbe i figli Pierflavio ed Andrea Vittoria Semeraro[12][13]
- Orsola Mussolini
- Vittoria Mussolini

## Opere
- Voli sulle Ambe, Firenze, Edizioni Sansoni, 1937.

## Filmografia
- Luciano Serra pilota, regia di Goffredo Alessandrini (1938), supervisione alla regia
- Luisa Sanfelice, regia di Leo Menardi (1942), soggetto
- I cavalieri del deserto, regia di Gino Talamo e Osvaldo Valenti (1942), soggetto
- Un pilota ritorna, regia di Roberto Rossellini (1942), soggetto
- I 3 aquilotti, regia di Mario Mattoli (1942), soggetto